# Chiesa di Santa Maria dell'Itria (Ragusa)
La chiesa di Santa Maria dell'Itria è una chiesa di Ragusa.

## Storia

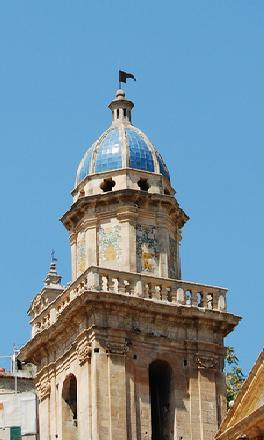
Campanile della chiesa di Santa Maria dell'Itria.

È del 1391 la prima notizia che si ha del Sovrano Militare Ordine di Malta a Ragusa. Infatti questa chiesa era la suffraganea del priorato dell'ordine Gerosolimitano di Malta, inoltre vi era un ospedale vicino detto il vecchio.
La primitiva chiesa di San Giuliano l'Ospitaliere fu costruita grazie al patrocinio dei conti Chiaramonte, essa possedeva il feudo di S. Icono oltre una rendita di 300 scudi. Probabilmente la commenda fu istituita dal barone Blandano Arezzo nel 1626, il tempio fu riedificato dall'Ordine dei Cavalieri di Malta fra il 1629 e il 1639.
Il terremoto del 1693 causò dei danni, ma non fu particolarmente ritoccata, la facciata è due ordini, divisi da un grande cornicione. Ampliata e perfezionata nelle forme attuali nel 1739.

## Impianto

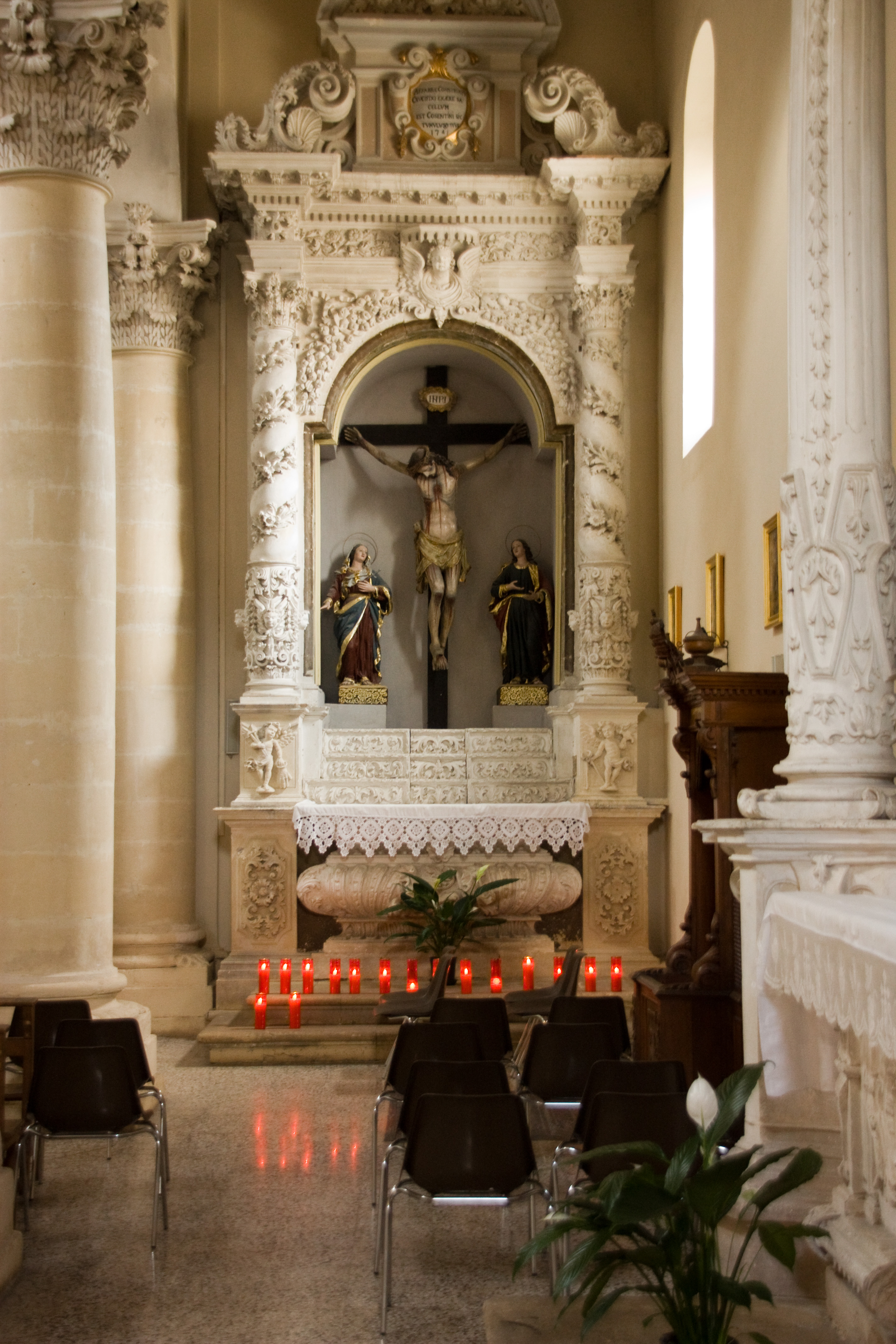
Cappella del Santissimo Crocifisso.

Il portale centrale è adornato da motivi di foglie intrecciate, con un finestrone che lo sovrasta, su quelli laterali vi sono due grandi finestre ovali. La visione della facciata per chi sale dalle scale è tutta di sbieco.

### Navata
L'interno è ripartito in tre navate divise da dieci colonne in pietra bianca con capitelli corinzi, nei cui echini, le foglie di acanto sono sostituite da foglie di mandorlo. Sul portale nella controfacciata è collocata la cantoria e l'organo. Arricchiscono gli ambienti cinque altari e una profonda cappella, tutti di pietra bianca, patrocinati dalla famiglia Cultraro che li realizzò tra il 1736 e il 1745. Le colonne nelle variegate realizzazioni sono arricchite da motivi floreali, quelle delle pareti laterali presentano motivi rococò di raffinato stile e di grande effetto visivo. Artisti, soggetti, particolari, richiami, offrono continui rimandi all'Ordine dei cavalieri Ospitalieri di San Giovanni in Gerusalemme con particolare riferimento al periodo maltese.
- Navata destra:
  - Cappella dell'Addolorata. Ambiente caratterizzato da apparato decorativo in stucco e pitture parietali raffiguranti drappeggi e panneggi lungo le arcate. Nella nicchia centrale è custodita la Vergine Addolorata, sotto la mensa è collocata l'urna in cristallo contenente il Cristo Morto.
  - Cappella della Sacra Famiglia. Il manufatto di stile barocco con motivi rococò è datato 1758. Le colonne presentano elaborate decorazioni alle basi e rilievi lungo il fusto superiore. L'elaborato timpano presenta volute sfalsate e stele intermedia con stemma e baldacchino. Nell'edicola è custodito il dipinto raffigurante la Fuga in Egitto.
- Navata sinistra: 
  - Santa Filomena, dipinto documentato.
  - Cappella di San Biagio. L'architettura del manufatto è una delle più complesse e inusuali del panorama ecclesiale cittadino. La prospettiva convessa contempla colonne con sviluppo elicoidale alla base e ricche decorazioni rococò lungo tutto il fusto. Il timpano ad arco spezzato e sfalsato, con elementi ruotati all'esterno, reca un lunettone intermedio con iscrizione e fregio sommitale. Nell'edicola il dipinto Miracolo di San Biagio, raffigurante la provvidenziale guarigione di un bimbo cui si era conficcata una lisca in gola.
  - Dipinto della Madonna delle Sette Spade o Vergine dei Sette Dolori raffigurata con Sant'Eligio e San Lorenzo, opera di Ignazio Scacco realizzata nel 1699.

### Transetto
- Absidiola sinistra: Cappella di San Giuliano. Altare costituito da colonne tortili con ghirlande floreali nel solco elicoidale, manufatti collocati su alti plinti recanti le raffigurazioni di putti. Il timpano con volute a ricciolo e stele intermedia sormontata da lunetta. Nell'edicola è custodito il quadro raffigurante San Giuliano l'Ospitaliere e San Giovanni Battista, dipinto attribuito a Mattia Preti.
- Absidiola destra: Cappella del Santissimo Crocifisso. Nella grande nicchia edicola dell'altare costituito da colonne tortili con ghirlande floreali nel solco elicoidale collocate su alti plinti recanti le raffigurazioni di putti con gli Strumenti della Passione. Nell'arcata domina un Crocifisso di scuola spagnola accompagnato dalle statue raffiguranti Maria Addolorata e San Giovanni Evangelista. Ambiente con diritto di patronato della famiglia Cosentini.

L'altare maggiore è sormontato da una tribuna ornatissima realizzata dai Cultraro nel 1743 formata da una coppia di colonne binate scanalate. Le basi inferiori dei fusti sono decorate da motivi fitomorfi, che delimitano una grande edicola ad arco, manufatto dalla prospettiva vagamente concava. La statua della madonna custodita all'interno della nicchia è coperta dal settecentesco quadro raffigurante la Madonna Odigitria di particolare importanza perché sotto i piedi del Bambino Gesù è riprodotta una veduta d'epoca del porto de La Valletta.

## Opere
- Tela raffigurante San Corrado da Piacenza e il Beato Guglielmo da Scicli ritratti mentre reggono un quadro della Madonna, opera documentata.

## Ospedale
Ospedale detto il vecchio: un ospedale ricovero per i poveri viandanti.